# 奧斯特里夫 (斯特雷區)
49°24′35″N 23°57′40″E / 49.40972°N 23.96111°E
奧斯特里夫（烏克蘭語：Острів），是烏克蘭的村庄，位於該國西部利沃夫州，由斯特雷區羅茲瓦迪夫市鎮負責管轄，始建於1515年，面積0.64平方公里，海拔高度265米，2001年人口151，人口密度每平方公里235.94人。